# Ramūnas Karbauskis
Ramūnas Karbauskis (ur. 5 grudnia 1969 w Naisiai w rejonie szawelskim) – litewski agronom, rolnik i polityk, przewodniczący Litewskiego Związku Zielonych i Rolników (LVŽS) w latach 2009–2025, poseł na Sejm Republiki Litewskiej (1996–2004, 2016–2020).

## Życiorys

### Wykształcenie i działalność zawodowa
W 1988 ukończył szkołę średnią im. Juliusa Janonisa w Szawlach. W latach 1987–1988 był członkiem reprezentacji młodzieżowej w szachach. W 1994 ukończył studia agronomiczne na Litewskim Uniwersytecie Rolniczym. W 1990 utworzył spółkę prawa handlowego „Agrokoncernas”, obejmując stanowisko prezesa jej zarządu. Został jednym z jej największych akcjonariuszy, a także jednym z największych właścicieli ziemskich na Litwie.

### Działalność polityczna
W 1996 uzyskał mandat poselski jako kandydat niezależny. W 1997 i 2000 był wybierany do rady rejonu szawelskiego. Przystąpił do Litewskiej Partii Chłopskiej, w latach 1997–2001 zajmował stanowisko jej przewodniczącego. W wyborach w 2000 ponownie wszedł w skład krajowego parlamentu na czteroletnią kadencję, przez rok był pierwszym wiceprzewodniczącym Sejmu. W 2001 nawiązał w imieniu swojej formacji współpracę z Partią Nowej Demokracji, doprowadzając do konfederacji obu ugrupowań, przekształconej następnie w jednolity Litewski Ludowy Związek Chłopski (LVLS).
Po 2004 czasowo wycofał się z działalności politycznej. Powrócił do niej w 2009, stając na czele partii. Zastąpił na tym stanowisku Kazimirę Prunskienė, która ustąpiła po porażkach wyborczych LVLS. W 2012 objął funkcję przewodniczącego w ramach zreorganizowanego ugrupowania pod nazwą Litewski Związek Rolników i Zielonych (LVŽS). W 2014 z ramienia tej partii został wybrany do Parlamentu Europejskiego VIII kadencji, jednak odmówił objęcia mandatu.
W wyborach w 2016 ponownie uzyskał mandat posła na Sejm Republiki Litewskiej. Kierowana przez niego formacja wygrała wówczas wybory, współtworząc następnie rząd Sauliusa Skvernelisa. Ramūnas Karbauskis nie objął żadnej funkcji w nowym gabinecie, został przewodniczącym frakcji poselskiej oraz przewodniczącym komisji ds. kultury.
W 2020 z powodzeniem ubiegał się o poselską reelekcję, parlamentarną większość uzyskała natomiast centroprawicowa opozycja. W listopadzie tegoż roku posłowie nie wybrali kandydatki LVŽS Aušrinė Norkienė do prezydium Sejmu nowej kadencji. 19 listopada Ramūnas Karbauskis uznał to za ograniczanie praw opozycji i ogłosił, że na znak protestu zrzeka się miejsca w parlamencie. Główna Komisja Wyborcza orzekła o wygaśnięciu jego mandatu poselskiego; lider LVŽS zasiadał w Sejmie do 24 listopada. W 2023 ponownie wybrany na radnego rejonu szawelskiego.
W marcu 2025 na funkcji przewodniczącego LVŽS zastąpił go Aurelijus Veryga.

### Działalność społeczna
W latach 2006–2016 prezes Litewskiej Federacji Szachowej. Był pomysłodawcą i sponsorem emitowanego od 2010 serialu telewizyjnego Naisių vasara. Zainicjował także powstanie amatorskiego teatru oraz rodzinnego festiwalu promującego trzeźwość pod tą samą nazwą. W 2013 wspólnie z muzykiem Andriusem Mamontovasem założył fundację charytatywną „Švieskime vaikus”, prowadzącą projekty w obszarze edukacji, kultury, wychowania dzieci i młodzieży, promocji zdrowego trybu życia oraz socjalne.

## Wyróżnienia
W 2019 został honorowym obywatelem rejonu szawelskiego.

## Życie prywatne
Żonaty z Liną, ma dwóch synów. Jego brat Mindaugas Karbauskis został reżyserem teatralnym, w 2011 objął stanowisko dyrektora artystycznego Moskiewskiego Akademickiego Teatru im. Władimira Majakowskiego.